# Думитрица (Бистрица-Насауд)
Думитрица (рум. Dumitrița) насеље је у Румунији у округу Бистрица-Насауд у општини Думитрица. Oпштина се налази на надморској висини од 463 m.

## Становништво
Према подацима из 2002. године у насељу је живело 781 становника.

### Попис2002.
| Расподела становништва по националности 2002.‍ | Расподела становништва по националности 2002.‍ | Расподела становништва по националности 2002.‍ | Расподела становништва по националности 2002.‍ | Расподела становништва по националности 2002.‍ |
| --------------------------------------------- | --------------------------------------------- | --------------------------------------------- | --------------------------------------------- | --------------------------------------------- |
|                                               |                                               |                                               |                                               |                                               |
| Румуни                                        | Румуни                                        |                                               | 601                                           | 77,1%                                         |
| Роми                                          | Роми                                          |                                               | 179                                           | 22,9%                                         |